# أوتو بيترسون
أوتو بيترسون (بالسويدية: Otto Pettersson) (و. 1848 – 1941 م) هو كيميائي، وعالم محيطات، من السويد، ولد في غوتنبرغ، كان عضوًا في الأكاديمية الملكية السويدية للعلوم، توفي في غوتنبرغ، عن عمر يناهز 93 عاماً.

## التعليم
تعلم في جامعة أوبسالا.

## مناصب وهيئات
أدار جامعة ستكهولم.